# Kremlin Cup 1998 - Doppio femminile
Il doppio femminile  del Kremlin Cup 1998 è stato un torneo di tennis facente parte del WTA Tour 1998.
Arantxa Sánchez-Vicario e Nataša Zvereva erano le detentrici del titolo, ma solo la Zvereva ha partecipato in coppia con Mary Pierce.
La Pierce e la Zvereva hanno battuto in finale 6–3, 6–4  Lisa Raymond e Rennae Stubbs.

## Teste di serie
1. Lisa Raymond /  Rennae Stubbs (finale)
2. Conchita Martínez /  Patricia Tarabini (quarti di finale)
3. Katrina Adams /  Larisa Neiland (primo turno)
4. Elena Lichovceva /  Ai Sugiyama (primo turno)

## Tabellone

### Legenda
| - Q = Qualificato - WC = Wild card - LL = Lucky loser | - ALT = Alternate - SE = Special Exempt - PR = Protected Ranking | - w/o = Walkover - r = Ritirato - d = Squalificato |